# Antonio Villeroy
José Antônio Franco Villeroy, também conhecido como Antonio Villeroy (São Gabriel, 19 de julho de 1961), é um cantor e compositor brasileiro.

## Vida Pessoal

#### INFÂNCIA
Filho de um casal de de advogados, Gil Villeroy e Heloiza Franco Villeroy, Totonho, como era chamado carinhosamente pelos familiares, é o filho mais moço, tendo como irmãos o advogado Carlos Eduardo Villeroy, especialista em direitos autorais, contratos e direito de família, e o músico, cantor, compositor e produtor Gastão Villeroy, com dois álbuns lançados, Amazônia Amazônia e That Bossa Note, além de realizar a produção musical e atuar como baixista com outros artistas, como Milton Nascimento, Maria Gadú, Lenine, Alceu Valença, Caetano Veloso e Marco Lobo, entre outros artistas de MPB.
A primeira fase da infância de Antonio foi vivida em sua cidade natal, situada na região do pampa, no Rio Grande Sul, próxima às fronteiras do Uruguai e Argentina. Esse período foi marcado por uma vida muito próxima à natureza, e também aos afazeres do campo, na fazenda do seu tio Benedito, onde aprendeu algumas noções de agricultura e pecuária. 
Tomava leite recém tirado das vacas, coletava ovos no galinheiro e comia frutas no pé. Em sua casa havia diversos pés de bergamota, laranjeiras, figueira com figos, videira, pereira, pitangueiras, entre outras espécies. Essa vida campeira foi determinante para forjar seu caráter e sua subjetividade.
Nessa fase, aprendeu também a montar a cavalo, a cuidar de plantas, a observar os ciclos da natureza, as épocas de plantio e colheita e o comportamento dos animais. Inspirado por sua avó materna, desenvolveu o gosto por jardinagem e, aos sete anos, plantou, em um canteiro de sua casa,  suas primeiras flores, brincos de princesa e amores-perfeitos. 
Em 1964, o Golpe Militar, que depôs o presidente João Goulart, e instaurou no Brasil uma ditadura de 25 anos, foi marcante para a família. Seu pai, era vereador pelo PTB, mesmo partido de Jango e sua mãe também era simpatizante do movimento trabalhista. Com o golpe, e as perseguições que dele advieram, o casal de advogados perdeu diversos clientes e sua mãe também teve que lecionar à noite para completar o orçamento da família.
Antonio guarda a lembrança da tensão do dia em que ocorreu o golpe e também de uma ocasião em que viu sua mãe, o pátio da casa, a queimar alguns livros considerados indesejados pelo novo regime, a conselho de um general que se dizia amigo da família.
Além de advogado, seu pai era músico diletante, cantava, tocava piano, violão, acordeon e possuía algumas canções próprias, entre elas, João Carreteiro, em parceria com um colega, Murilo Vescovi, e que fora gravada pelo folclorista, cantor e compositor Paixão Cortes em seu segundo disco.
Seguido, Gil Villeroy organizava saraus em sua casa, com músicos da cidade, em especial os integrantes do grupo Excelsior e Lídio Vieira dos Santos, pai do músico João Vicenti, integrante do grupo Nenhum de Nós.
Esses encontros musicais foram decisivos para despertar em Antonio e seus irmãos o gosto pela música. Na eletrola da casa, passavam discos de música regional, bossa nova, samba, jazz, e música clássica. A 5ª Sinfonia de Bethove estava entre as favoritas da família.
Em 1970, a família mudou-se para Porto Alegre, capital do Estado, cidade com um ritmo muito diferente de São Gabriel, onde não se vislumbrava o céu e as estrelas como na pequena São Gabriel. Mas que possuía outros atributos. Na grande cidade, Totonho sentia-se no mundo, mais próximo de algo que ele começava a almejar, que seria uma vida de viagens, o aprendizado de outros idiomas e conhecimentos diversos.
Nesse período, seu pai foi morar em São Paulo, para fazer a liquidação de uma financeira que havia decretado falência, e sua mãe trabalhava na mesma função, para a mesma empresa em Porto Alegre, além de atuar como advogada de presos políticos junto a Eloar Guazzeli, um notório advogada e político da cidade.
A mudança para outra cidade sem a presença do pai foi outro fator importante no amadurecimento dos irmãos. E as saudades do pai e dos parentes que ficaram em São Gabriel, da vida no campo e os almoços certamente foram decisivos para criar uma espécie de lacuna emocional, que Antonio viria, posteriormente, preencher com suas composições.

#### ADOLESCÊNCIA
No Natal de 1975, Antonio e os irmãos ganharam dos pais um violão e um método para iniciantes do violonista Jessé Silva, acompanhado por um disco onde se ouviam instruções e quatro canções tocadas de maneira simplificada.  De duas amigas da família, ganharam uma barraca. Começaram as aventuras, acampamentos tendo sempre o violão como fiel companheiro. Antonio estava com 13 anos e, ao aprender os primeiros acordes,  passou a compor suas próprias canções. Na sua rua, havia uma espécie de clube de esquina, quase todos amigos tocavam algum instrumento, e, nos finais de tarde reuniam-se para tocar, trocar aprendizados e compor juntos. Naquela época, havia um movimento de música importante em Porto Alegre, através da Rádio Continental, em cujos estúdios os artistas locais apresentavam seus trabalhos, gravavam suas músicas, davam entrevistas, etc. 
Isso gerou uma efervescência na cidade, e foram despontando nomes como Hermes Aquino, Fernando Ribeiro, Gilberto Travi e Grupo Cálculo 4, Grupo Utopia, liderado por Bebeto Alves, o Mantra, Bixo da Seda, Bobo da Corte e Nelson Coelho de Castro, entre muitos outros. Um dos locutores da Rádio, Julio Furst, alavancou o movimento com shows coletivos em grandes teatros da cidade. 
Nessa mesma época, o Grupo Almôndegas, que tinha entre os integrantes os irmãos Kleiton e Kledir Ramil, já alçava voos maiores, e, em 1976,  teve uma das músicas de seu segundo disco, Canção da Meia Noite, de autoria de Zé Flávio, em uma novela de grande audiência da Rede Globo. No final do mesmo ano, Hermes Aquino emplacaria seu hit Nuvem Passageira em outra novela Global. Outro expoente dessa geração, Raul Elwanger, havia sido exilado pela ditadura, e só retornaria ao Brasil em 1979. 
Esse ambiente foi muito propício e inspirador para Antonio e toda uma nova geração de músicos que iam surgindo no Rio Grande do Sul.
Naquela época Antonio passou a participar de alguns festivais secundaristas e montou com os irmãos e amigos uma banda de rock chamada A Mursa, que tinha como referências Deep Purple, Jimmi Hendrix, Mutantes, O Terço e Bixo da Seda.

#### JUVENTUDE
Em 1980, passou no vestibular para Agronomia na UFRGS e Economia, na PUC/RS. passou a interessar-se por ecologia e agricultura orgânica. Com um grupo de colegas começaram um projeto de horta coletiva na fazenda do professor Luiz Carlos Pinheiro Machado, na cidade de Taquara.
A partir, desse momento, sua vida pessoal passa a ser dirigida principalmente pela sua vida profissional .

#### MOMENTO ATUAL
Em julho de  2022, Antonio casou oficialmente com Pamela Bitencourt Chaves Villeroy, com quem já mantinha uma relação estável desde 2012. O casal tem, como frutos desse relacionamento, duas filhas, Luísa Chaves Villeroy, nascida em 28 de junho de 2013 e Antonella Chaves Villeroy, nascida em 30 de julho de 2017. A família, atualmente vive em Portugal na cidade de Estoril, para onde mudaram-se em setembro de 2022. Luísa também canta e compõe, e lançou em março de 2024 o seu primeiro single, Meu Taratatá, disponível em todas as plataformas digitais, também com um vídeo clipe que pode ser visto em seu canal de YouTube.

## Carreira

#### ANOS 1980
Em 1981, paralelo aos estudos acadêmicos, prestou exame na OMB (Ordem dos Músicos do Brasil), tirando sua carteira profissional. Logo em seguida, fez seu primeiro trabalho musical, compondo com Fernando Corona as músicas da Peça Encontro no Bar de Bráulio Pedroso em montagem do grupo Teatro Novo, com direção de Ronald Rade. Ainda em 1981, junto com Gastão Villeroy, Fernando Corona, Ivo Eduardo, King Jim, Luiz Roberto Silveira e Augusto Maurer, formou o Grupo Escolar, que estreou em novembro daquele ano com uma temporada de três semanas no teatro do Círculo Social Israelita de Porto Alegre.
Em 1982, tirou o 1º Lugar no Festival Musipuc, com a canção Êta Moleque! E passou a se apresentar em faculdades e bares de Porto Alegre. Montou um duo com o flautista e compositor Pedrinhoo Figueiredo, com quem, inicialmente atuava, de terças a domingos,  como atração fixa, em casas noturnas de Porto Alegre. Em 1983, Jerônimo Jardim, compositor consagrado, abriu um bar chamado Purpurina, em alusão à sua canção, vencedora do MPB-81, um grande festival de música brasileira, e contratou a dupla para atuar todas as noites. Na sequência, o duo passou a viajar pelo Estado.
Em 1984, fez seu primeiro show em teatro, Do Outro Lado da Rua, e passou a se apresentar em palcos de Porto Alegre e cidades do interior do estado. Montou  a Banda CEP 90.000, nome dado pelo seu irmão, Gastão VIlleroy, baixista do grupo, que ainda contava com Luis Ewerling (bateria), Rafael Vernet (teclado), Xande Santin (guitarra), Pedro Figueiredo (flauta), Augusto Maures (Clarinete e Clarone) e Marcio Tubino (flauta e saxofone). Totonho Villeroy e Banda CEP 90.000 apresentavam composições instrumentais e cantadas de autoria de Totonho, desfiando um repertório que ia do samba-funk a baladas com cores jazzísticas. 
Nesse mesmo período, paralelo ao seu trabalho autoral, Totonho, como ainda era chamado, passou a atuar como violonista da cantautora Maria Rita Stumpf, fazendo um circuito de bares da cidade. A dupla inaugurou o célebre Bar Opinião, que posteriormente cresceu e abrigou shows de Bob Dylan, Deep Purple, Paralamas do Sucesso, Skank e muitos outros nomes da música nacional e internacional.
Em setembro de 1984, o baterista Luis Ewerling mudou-se para Chicago, onde foi atuar no grupo de Breno Sauer, e foi substituído pelo baterista Queço Fernandes.
Em 1985, Antonio fez seu primeiro trabalho no Rio de Janeiro, acompanhando Maria Rita Stumpf na Sala Funarte, em um programa duplo com o violonista e compositor João de Aquino e seu grupo, formado por grandes músicos. Maria Rita abria uma janela para Antonio cantar uma música sua acompanhado pelo grupo de João. Gilda Horta, produtora,  que fazia a direção do show , encantou-se com Villeroy e quis apresentá-lo para seu irmão, Toninho Horta, que naquela época era a maior referência para Antonio. foi o início de uma grande amizade que rendeu alguns shows e gravações ao longo dos anos.
Naquele mesmo ano, com a CEP 90.000 reduzida, Antonio participou do Festival dos Festivais , na primeira eliminatória, realizada no Gigantinho, ginásio do Sport Club Internacional, com transmissão nacional pela Rede Globo. No final daquele ano, montou o show Esquinas do Planeta.
No início de 1986, integrou uma caravana do Circo Voador do Rio de Janeiro, que saiu da capital carioca em direção à São Luis do Maranhão com paradas em Vitória, Itabuna, Petrolina e Teresina. A troupe, que ocupava três ônibus era formada por cerca de 60 integrantes, entre músicos, atores, bailarinos, artistas plásticos, fotógrafos e escritores, entre outras atividades. A cada parada alguns grupos se apresentavam, e , chegando a São Luis  permaneceram algumas semanas, revezando-se em shows com artistas que vinham de avião diretamente de outras cidades. 
Essa viagem foi fundamental para o crescimento profissional e pessoal da Antonio. Muitas amizades importantes foram ali iniciadas, incluindo Ana Isabel Zibecchi, que posteriormente casou com seu irmão Gastão, com quem teve três filhos.
Em julho de 1986, participou do Seminário de Música Instrumental de Ouro Preto, organizado pelo seu amigo Toninho Horta. Durante três semanas, músicos do Brasil inteiro estudaram com grandes mestres e assistiram a shows de grandes artistas da música brasileira com ênfase instrumental. Nesse período, Antonio solidificou seus conhecimentos de Harmonia Funcional com Jan Guest. No dia da apresentação dos alunos, no cinema da cidade, Totonho e Banda CEP 90.00 foram aplaudidos de pé. E um dos produtores dos shows os convidou para abrir um show de Sivuca, na última noite do festival, na Praça Tiradentes, para um público de 10. 000 pessoas.
Em 1987, de passagem pelo Rio, Antonio participou das gravações do disco  Diamond Land, de Toninho Horta, fazendo vocais em algumas faixas. No mesmo ano, a conselho do produtor  de discos, João Augusto, mudou-se para o Rio de Janeiro, com a intenção de gravar seu primeiro álbum. Com a base da CEP 90.000, Gastão, Rafael e Queço, alugaram um apartamento no Flamengo, onde também realizavam seus ensaios.
Mas o mercado fonográfico brasileiro estava mais voltado para as bandas de rock, e, enquanto Antonio esperava o momento de entrar no estúdio, os rapazes da banda foram atuar com outros artistas. Seguido, Antonio voltava ao Rio Grande do Sul, de ônibus, para realizar alguns shows e fazer um pé de meia para arcar com as despesas de sua nova vida. 
Em seus longos dias de ócio criativo no Rio, Antonio começou a escrever tudo que sabia sobre música. E depois de muitos rascunhos, finalizou um método próprio de Harmonia Funcional que passou a aplicar em aulas particulares. A partir daquele momento, as aulas de harmonia passaram a ser sua principal fonte de renda.
E começou também a fazer trilhas sonoras instrumentais. Seu primeiro trabalho de porte foi para a peça de teatro de bonecos, Histórias e Pré-Histórias, do gaúcho Cacá Sena, que ficou meses em cartaz no Teatro Cândido Mendes, em Ipanema. 
Deslumbrado com as possibilidades da música erudita, passou a fazer aulas de contraponto com Hans Joachin Koellreuter, que já fora professor de Tom Jobim e Guerra Peixe, entre outros notáveis da música brasileira.  Nesse período, também fez pesquisas nas áreas de história da música e musicoterapia. 

#### ANOS 1990
De volta a Porto Alegre, em 1990, gravou seu primeiro disco, 'Totonho Villeroy', com participações especiais de Toninho Horta e Renato Borghetti. Recebeu por esse disco o Prêmio Sharp de Revelação da Música Popular Brasileira e o Prêmio Açorianos na categoria Melhor Disco do Ano, prêmio que ganharia novamente inúmeras vezes ao longo dos anos.
Em 1994,  em duo com o cantautor Gelson Oliveira, fez sua primeira turnê pela Europa, com apresentações na França, Suíça, Áustria, Itália e Alemanha. Na cidade de Sanary sur mer, no sul da França, à beira do Mar Mediterrâneo, a dupla foi acolhida por um casal, Patricia Aubert, vice prefeita da cidade e François Mas, produtor cultural. A turnê se repetiu no ano seguinte, mas Gelson fez apenas a primeira parte, na França. E Antonio seguiu depois para Itália, Áustria, Alemanha e Inglaterra. Sanary se tornou uma espécie de quartel general, a segunda casa de Antonio, onde passava cerca de três meses por ano. De lá partia para outras cidades da Europa, em turnês anuais que duraram até 2011, e foram retomadas a partir de 2019.
Com François Mas e Patricia Aubert,  idealizou um festival brasileiro, o Sud à Sul Brasil Festival. A primeira edição, em 1996, foi um evento patrocinado e co-produzido pelas prefeituras de Sanary e Porto Alegre, e contemplava diversas expressões de arte, música, teatro, dança, cinema, literatura e quadrinhos. A segunda edição, em 1998, com o patrocínio de uma cervejaria brasileira, e co-produção da Opinião Produtora de Porto Alegre (que também produziu em 1999), marcou o crescimento do festival,  que e se tornou um dos mais importantes eventos de cultura brasileira da Europa.  Com ênfase na música, o evento prosseguiu até 2006. Com duração de uma semana, apresentando shows ao ar livre, com entrada franca, em pleno verão europeu, o festival atraía um público de até 10.000 pessoas por noite com shows de grandes nomes da música brasileira (vide capítulo Festival de Música Brasileira na França).
Em 1996, fez sua primeira viagem aos Estados Unidos, onde gravou o vídeo clipe da música Ruas, na cidade de Nova Iorque, com direção de Renato Falcão. No mesmo ano teve duas músicas como temas do filme Neptuneés Rocking Horse do Novaiorquino Robert Tate.
Em 1997, formou com os colegas Bebeto Alves, Gelson Oliveira e Nelson Coelho de Castro o projeto Juntos, que estreou no Auditório Araújo Vianna em Porto Alegre para uma plateia de 3.000 pessoas. Em 1998 gravaram o primeiro disco ao vivo e, em 2001, o CD Povoado das Águas, ambos vencedores de diversos prêmios. Com essa formação fizeram turnês pelo Brasil, Uruguai, Argentina e diversos países da Europa.
Ainda em 1997, conheceu, em Belo Horizonte a cantora Ana Carolina, para quem compôs Garganta, enquanto a via cantar em um café. Em 1999, Ana gravou seu primeiro disco, e as duas músicas de Antonio que estavam no álbum, Garganta e Tô Saindo, foram temas de novelas da Rede Globo.
Em 1999, participou do disco Porto Alegre Canta Tangos, onde diversos artistas da capital gaúcha cantavam clássicos do tango acompanhados por uma orquestra típica argentina liderada pelo maestro Esteban Morgado. O disco rendeu diversos shows no Brasil, Argentina e Itália, com apresentação no Teatro Nazionale de Roma, na edição do ano 2.000 do Festival Roma Europa.

#### ANOS 2.000
Tendo Ana Carolina como sua principal intérprete, Antonio Villeroy mudou-se novamente para o Rio de Janeiro, no ano 2.000, onde residiu até 2013, passando a ser um dos mais requisitados da MPB. Depois de Lupicínio Rodrigues é o compositor gaúcho mais gravado mundialmente. Inúmeros artistas passaram a solicitar suas canções, que hoje podem ser ouvidas nas vozes e instrumentos de nomes como Ana Carolina, Maria Bethânia, Ivan Lins, Gal Costa, Zizi Possi, Seu Jorge, João Donato, Mart' nália,  John Legend, Chiara Civello, Mario Biondi, Don Grusin, Moska, Paula Lima, Eliana Printes, Sandy e Júnior, Vanessa Camargo, Bárbara Mendes, Luciana Melo, Preta Gil, Luíza Possi, Daniela Procópio, Ednardo e Belchior, entre outros artistas nacionais e internacionais. (Vide lista completa no Capítulo Artistas que gravaram).  Ele assinou sete canções do álbum mais vendido no Brasil em 2005, Perfil, da cantora Ana Carolina (mais de um milhão de cópias).
A partir de 2002, passou a viajar com frequência aos Estados Unidos, para realizar shows e colaborações com outros compositores, geralmente organizadas pela editora BMG. 
Lançou em 2004, pelo seu selo Pic Music, seu primeiro álbum gravado ao vivo e foi indicado ao Grammy Latino 2005 de melhor canção da Língua Portuguesa com a bossa São Sebastião, dedicada à cidade do Rio de Janeiro.  
Em 2006 lançou pela Warner Music seu primeiro DVD ao vivo com a Orquestra de Câmara Theatro São Pedro, com participações de Ana Carolina, João Donato e Daniela Procópio. Por sugestão do departamento de marketing da gravadora, e de sua empresária e esposa, na época, Gabriela Dumont, mudou o nome artístico para Antonio Villeroy. 
Em 2007, foi novamente indicado ao Grammy Latino na categoria de Melhor Canção de MPB, com a música Rosas, do álbum Dois Quartos de Ana Carolina. 
Em agosto de 2008, recebeu o título honorífico de CIDADÃO DE PORTO ALEGRE, por relevantes serviços prestados à comunidade. 
Em 2009, fez sua 16º trunê pela Europa, com shows na Espanha, Alemanha, França e Luxemburgo. Nesse mesmo ano, também participou do DVD Ana Car9lina + Um , em comemoração aos 10 anos de carreira de Ana Carolina.  

#### 2010 A 2020
Em 2010, lançou pela gravadora Biscoito Fino,  o CD José as participações de Teresa Cristina, Maria Gadú e Gabriel Grossi. 
Em 2011, começou, com o diretor Renato Falcão,  o documentário A Beleza Inventada (The Invented Beauty), mostrando o processo de composição com autores dos EUA , França, Senegal, Camarões e República Democrática do Congo.
Em 2013,  mudou-se com a sua mulher Pamela Bitencourt Chaves para Porto Alegre, onde nasceu a primeira filha do casal, Luisa Chaves Villeroy.
Em 2014, lançou pela Sony Music o premiado Samboleria, com composições em português e espanhol, inaugurando parcerias com o colombiano Jorge Villamizar, o cubano Descemer Bueno e dando sequência às parcerias com João Donato e o pianista americano Don Grusin, que participaram das gravações, assim como Mart'nália que cantou em duo com Antonio o samba canção Germinal do Samba e, a cantora argentina Dolores Solá, que faz dueto na canção título do disco.
Durante esse período, teve mais de 20 canções em novelas, sendo oito delas tendo ele mesmo como intérprete e as restantes nas vozes de Ana Carolina, Gal Costa e Jussara Silveira. Também teve uma dezena de canções em filmes nacionais, entre eles, Amores Possíveis, Casamento de Romeu e Julieta, Sexo Amor e Traição, Sonhos Roubados e Enquanto a Noite não Chega, além da música tema do filme Neptunes Rocking Horse do novaiorquino Robert Tate.
De 2015 a 2017 ficou em turnê com o show Samboleria, principalmente com a formação Samboleria de Bolso, em duo com o baterista Marquinhos Fê, realizando mais de 200 apresentações. Também nesse período retomou o projeto Juntos, com temporadas no Rio Grande do Sul e Rio de Janeiro.
Em 2017, nasceu Antonella Chaves Villeroy, sua segunda filha com sua esposa Pâmela.
Em  2016,  produziu o projeto Noites Especiais, no pub Sgt Peppers, que se estendeu até 2019 com shows acústicos de nomes como Chiara Civello, Toninho Horta, João Bosco, Ed Motta, Jards Macalé, João Donato, Mafalda Minozzi, Ivan Lins, Ângela RôRô, Banda Bixo da Seda, Leila Pinheiro e  Kleiton & Kledir, entre outros artistas. 
No mesmo ano de 2016, gravou ao vivo, em áudio e vídeo dirigido por Renato Falcão, o show Gravidade do Amor, com participações de Anaadi, Ernesto Fagundes, Gastão Villeroy, Luiz Carlos Borges, Paula Finn, Piá, Tati Portela e Toninho Horta. O disco foi lançado em 2021, em comemoração aos 60 anos de vida e 40 anos de carreira do artista.
No verão de 2019, realizou no Bali Hai, na praia de Atlântida o projeto Sons de Verão, com shows de Ed Motta, João Bosco, Toquinho e Kleiton & Kledir.
Em 2019, com distribuição da Nikita Music Digital,  publicou, nas plataformas digitais, todos os seus discos, além de singles e um EP com músicas que compôs e cantou em trilhas de novelas. Gravou a música e o video clipe de Pé Na Areia, que compôs em homenagem ao esporte Beach Tennis, lançado no Youtube e tocado por DJs em diversas partes do mundo. Em abril de 2019, estreou o novo show Luz Acesa, em que fazia um balanço de 38 anos de carreira, com shows em diversas cidades brasileiras. 
Entre agosto e outubro de 2019, Antonio realizou sua 17ª turnê europeia, com shows em cidades da Alemanha, Áustria, França, Portugal e República Tcheca. No mesmo período, também realizou sessões de composição com autores de diversas nacionalidades na Espanha, Portugal, França e Alemanha.

#### DE 2020 AOS DIAS DE HOJE
Em março de 2020, gravou ao vivo o show Luz Acesa, também com direção de Renato Falcão.
Em 2021, em meio à pandemia de coronavírus, aproveitou o tempo para fazer um balanço de suas realizações em 40 anos de dedicação à música, e encontrou diversos conteúdos que ainda não haviam chegado ao público. Organizou esses materiais e foi realizando um lançamento por mês, em comemoração aos seus 60 anos de vida e 40 de carreira, que incluíam, um disco completo de um show gravado ao vivo no Festival de Sanary de 1998, o vídeo clipe da canção Diabaria, captado em 22mm, digitalizado e editado por Renato Falcão, os álbuns completos de Gravidade do Amor e Luz Acesa, em áudio e vídeo, além dos vídeo clipes das músicas Ruas (gravado em Porto Alegre e Nova Iorque, em 1996) e From Ruins Of a Town (que misturava cenas de um show ao vivo com cenas do filme americano, Neptune' s Rocking Horse, do novaiorquino Robert Tate, ambos também com direção de Renato Falcão).
Ainda dentro das comemorações, em agosto de 2021, lançou o single Un Certain Jour, canção de sua autoria com letra em francês, gravada em duo com a artista francesa Marie Minet, que teve  vídeo clipe dirigido por Mirza Reverbel e Rodrigo Alencatro Para a Reverber Filmes, com imagens de Marie gravadas em Lisboa por Darian Dornelles. Esse foi o primeiro single do álbum Banquete, que seria lançado em 2023.
No início de 2022, lançou Mañana, em duo com Bebeto Alves, também parceiro na canção, junto com Ana Carolina e Aleh, que seria o segundo single do álbum Banquete.
Entre março e maio de 2022, realizou sua 18ª turnê europeia, com shows em Portugal, França, Áustria, Espanha e Holanda. 
Em Málaga e Benalmadena Pueblo, gravou em duo com a artista venezuelana Georgina, o vídeo clipe da canção Quién Como Yo, com direção de Renato Falcão. A música é uma parceria com os colombianos Mango e Nabalez e passou a tocar em diversas rádios europeias.
Em julho de 2022, compôs e produziu a trilha sonora do longa metragem Porto Príncipe, de Maria Emilia Azevedo, lançado em 2023, e vencedor de diversos festivais, no Brasil, Colômbia e África do Sul.
Em julho de 2022, lançou Between Now and Goodbye, terceiro single do álbum Banquete, cantado em duo com Chiara Civello, co-autora da canção. Em setembro, lançou o videoclipe de  Quén Como Yo, quarto single do álbum Banquete.
Também em setembro daquele ano, a mulher e filhas de Antonio mudaram-se para Portugal. Em outubro, o compositor juntou-se à família.
Em fevereiro de 2023, lançou o videoclipe de Consultório Sentimental, o quinto single do álbum Banquete.
Em maio de 2023, lançou internacionalmente o álbum Banquete, com excelente acolhida dos meios de comunicação. Em Portugal, Banquete foi disco Antena 1, rádio que foi fundamental na promoção do álbum. Em junho daquele ano, estreou a turnê Banquete em Lisboa, e o show também foi chancelado com o selo de Concerto Antena 1. Depois o show seguiu por cidades portuguesas. Na sequência foi apresentado em diversas cidades brasileiras, e também na França e Holanda.
O título do álbum é uma alusão ao livro homônimo do filósofo grego Platão. O disco apresenta 13 canções que tem como tema o amor, em suas mais variadas formas, o amor romântico, as paixões, a amizade, o amor pela ciência, pela civilização, pela humanidade, etc. O disco conta com participações especiais de artistas de diversos países, Joana Amendoeira (Portugal), Chiara Civello e Mafalda Minnozzi (Itália), Georgina (Venezuela), Marie Minet (França) e Pedro Guerra (Espanha), além dos brasileiros, Bebeto Alves, Colombo Cruz, Francis Hime, e Gelson Oliveira.

Discografia

## CDS
| Ano  | Título                                                                      | Selo Gravadora         |
| ---- | --------------------------------------------------------------------------- | ---------------------- |
| 1991 | Totonho Villeroy                                                            | Independente           |
| 1995 | Trânsito                                                                    | Independente           |
| 1997 | Juntos ao Vivo, com Bebeto Alves, Gelson Oliveira e Nelson Coelho de Castro | RGE/RBS DISCOS         |
| 2000 | Totonho Villeroy                                                            | Independente           |
| 2002 | Juntos 2 : Povoado das Águas                                                | Continental Chantecler |
| 2004 | Totonho Villeroy & Orquestra de Câmara Theatro São Pedro                    | Pic Music              |
| 2006 | Sinal dos Tempos (Ao Vivo) com Orquestra de Câmara Theatro São Pedro        | Warner Music           |
| 2010 | José                                                                        | Biscoito Fino          |
| 2014 | Samboleria                                                                  | Sony Music             |
| 2019 | Novelas                                                                     | Pic Music              |
| 2021 | Totonho Villeroy ao Vivo em Sanary 1998                                     | Pic Music              |
| 2021 | Gravidade do Amor                                                           | Pic Music              |
| 2021 | Luz Acesa                                                                   | Pic Music              |
| 2023 | Banquete                                                                    | Pic Music              |

## Singles
| Ano  | Título                                             | Selo Gravadora |
| ---- | -------------------------------------------------- | -------------- |
| 2019 | Estrelinhas em duo com MC Piá                      | Pic Music      |
| 2019 | De Leve na Neve em duo com Tati Portella           | Pic Music      |
| 2019 | Hizo Una Zamba Pra Ti, em duo com Ernesto Fagundes | Pic Music      |
| 2019 | As Quatro Direções do Céu                          | Pic Music      |
| 2019 | Pé Na Areia (em versões disco e bossa)             | Pic Music      |
| 2021 | Un Certain Jour em duo com Marie Minet             | Pic Music      |
| 2022 | Mañana, em duo com Bebeto Alves                    | Pic Music      |
| 2022 | Betwenn Now And Goodbye com Chiara Civello         | Pic Music      |
| 2022 | Quién Como Yó, em duo com Georgina                 | Pic Music      |
| 2023 | Consultório Sentimental em duo com Colombo Cruz    | Pic Music      |
| 2024 | A Vida É O Que Acontece                            | Pic Music      |
| 2024 | Língua Viva                                        | Pic Music      |

## DVDS
| Ano  | Título                                                               | Selo Gravadora | Observações     |
| ---- | -------------------------------------------------------------------- | -------------- | --------------- |
| 2006 | Sinal dos Tempos (Ao Vivo) com Orquestra de Câmara Theatro São Pedro | Warner Music   | Versão Digital  |
| 2018 | 35 Anos de Carreira (Ao Vivo no Sgt Peppers)                         | Pic Music      | Versão Digital  |
| 2018 | Juntos 20 Anos (Gravado ao Vivo no Theatro São Pedro)                | Em negociação  | Em pós produção |
| 2020 | Luz Acesa                                                            | Pic Music      | Versão Digital  |

## Participações Em Álbuns e DVDs
| Ano  | Título                    | Artista/Projeto | Selo/ Gravadora        |
| ---- | ------------------------- | --------------- | ---------------------- |
| 1983 | Projeto Unimúsica         | Diversos        | Som Livre/RBS Discos   |
| 1987 | Diamond Land              | Toninho Horta   | Polygram USA           |
| 1991 | Musicanto 1991            | Diversos        | RBS Discos             |
| 1993 | Musicando 1993            | Diversos        | RBS Discos             |
| 1999 | Porto Alegre Canta Tangos | Diversos        | EPSA Music (Argentina) |
| 1999 | Venerável Lama            | Venerável Lama  | Independente           |
| 2009 | Ana Car9lina + Um         | Ana Carolina    | Sony Music             |
| 2017 | Sopa 3, Rio               | Diversos        | Tratore                |

## Músicas em Filmes, Novelas, etc

### Cinema
| ANO PAÍS        | FILME                                           | Diretor                    | Músicas, Autores e Intérpretes |
| --------------- | ----------------------------------------------- | -------------------------- | --- |
| 1985 BRASIL     | A TV Que Virou Estrela de Cinema                | Yanko del Pino             | Canções e trilha completa instrumental especialmente composta por Antonio Villeroy |
| 1996 EUA        | Neptun'es Rocking Horse                         | Robert Tate                | 1. From Ruins of a Town (Antonio Villeroy/Fernando Paiva) Intérprete: Antonio Villeroy 2. Sem Fim de Palavras (Antonio Villeroy) Intérprete: Antonio Villeroy                                                                          |
| 2001 BRASIL     | Amores Possíveis                                | Sandra Werneck             | Amores Possíveis (João Nabuco/Antonio Villeroy) Intérprete: Paulinho Moska A Margem da Pele (Jonao Nabuco/Antonio Villeroy/Ana Carolina) Intérprete: Paula Lima Cinema Pra Dois (João Nabuco/Antonio Villeroy) Intérprete: João Nabuco |
| 2004 BRASIL     | Sexo Amor e Traição                             | Jorge Fernando             | Sexo Amor e Traição (Eugênio Dale/Antonio Villeroy) Intérprete: Luciana Mello (versão 1) Intérprete: Eugênio Dale (versão 2) |
| 2005 BRASIL     | O Casamento de Romeu e Julieta                  | Bruno Barreto              | Que Me Importa do Mundo (versão de Antonio Villeroy para canção de Rita Pavone) Intérprete: Wanessa Camargo |
| 2005 EUA/BRASIL | Série Documental com Anthony Bourdain no Brasil | Robert Tate Renato Falcão  | Diversas canções extraídas do álbum Totonho Villeroy de 1991. |
| 2009 BRASIL     | Sonhos Roubados                                 | Sandra Werneck             | Sonhos Roubados (João Nabuco/Eugenio Dale/Antonio Villeroy) Intérprete: Maria Gadú |
| 2009 BRASIL     | Divã                                            | José Alvarenga Jr          | Pra Rua Me levar (Antonio Villeroy/Ana Carolina) Intérprete: Ana Carolina |
| 2010            | Enquanto a Noite Não Chega                      | Beto souza e Renato Falcão | Trilha completa instrumental especialmente composta por Antonio Villeroy |
| 2023            | Porto Príncipe                                  | Maria Emília Azevedo       | Temas cantados e trilha completa instrumental especialmente composta por Antonio Villeroy, além de adaptações de canções do Folclore Haitiano e obras de Handel.                                                                       |

### Televisão
| Ano       | Programa                                        | Personagem                        | Nota                                                                               |
| --------- | ----------------------------------------------- | --------------------------------- | ---------------------------------------------------------------------------------- |
| 1999      | Novela Andando nas Nuvens, Rede Globo           | Julia Montana (Débora Bloch)      | Garganta, tema de personagem, intérprete Ana Carolina                              |
| 1999/2000 | Novela Vila Madalena, Rede Globo                | Abertura                          | To Saindo, tema de abertura, intérprete Ana Carolina                               |
| 2002      | Novela As Filhas da Mãe, Rede Globo             | Rosalva (Regina Casé)             | Ela é Bamba, tema de personagem, intérprete Ana Carolina                           |
| 2002      | Novela Coração de Estudante, Rede Globo         | Amelinha (Adriana Esteves)        | Confesso, tema de personagem, intérprete Ana Carolina                              |
| 2004      | Novela Senhora do Destino, Rede Globo           | Maria Isabel (Carolina Dieckmann) | Uma Louca Tempestade, tema de personagem, intérprete Ana Carolina                  |
| 2005      | Novela América, Rede Globo                      | Marisol (Deborah Secco)           | Pra Rua Me Levar, tema de personagem, intérprete Ana Carolina                      |
| 2007      | Novela Paraíso Tropical, Rede Globo             | Ana Luísa Renée de Vielmont       | Ruas de Outono, tema de personagem, intérprete Gal Costa                           |
| 2007      | Sinal dos tempos DVD Canal Brasil               | Ele mesmo                         | DVD Gravado ao Vivo com Orquestra de Câmara Theatro São Pedro                      |
| 2007      | Novela Desejo Proibido, Rede Globo              | Laura (Fernanda Vasconcellos)     | AQUI, tema de personagem, intérprete Ana Carolina                                  |
| 2007      | Novela Amigas e Rivais, SBT                     | Laura Lisboa (Lisandra Parede)    | Amores Possíveis, tema de personagem, intérprete Antonio Villeroy                  |
| 2007      | Novela Amor e Intrigas, Record                  | Valkíria (Renata Dominguez)       | Garganta, tema de personagem, intérprete Antonio Villeroy                          |
| 2008      | Novela Chamas da Vida, Record                   | Carolina (Juliana Silveira)       | Sinais de Fogo, tema de personagem, intérprete Antonio Villeroy                    |
| 2009      | Novela Bela, a Feia, Record                     | Verônica (Simone Spoladore)       | Heroína e Vilã, tema de personagem, intérprete Antonio Villeroy                    |
| 2009      | Novela Caras e Bocas, Rede Globo                | Judith (Deborah Evelyn)           | Além do Paraíso, tema de personagem, intérprete Jussara Silveira                   |
| 2010      | Novela Araguaia, Rede Globo                     | Pierina (Eva Vilma)               | Felicidade, tema de personagem, intérprete Antonio Villeroy                        |
| 2012/2013 | Novela Balacobaco, Rede Record                  | Tema Geral                        | Um Dia Pra Vadiar, tema geral, intérprete Antonio Villeroy                         |
| 2013      | Novela Flor do Caribe, rede Globo               | Tema Geral                        | Nostalgia Pasjera, tema geral, intérprete Antonio villeroy                         |
| 2013      | Novela Flor do Caribe, rede Globo               | Lindaura (Angela Vieira)          | Luz Acesa, tema de personagem, intérprete Ana Carolina                             |
| 2013      | Compositores Unidos, Canal Brasil               | Principal Convidado               | 1ª temporada - Episódio 1 e 2                                                      |
| 2014      | Em Família                                      | Felipe (Thiago Mendonça)          | Recomeço, tema de personagem, intérprete Antonio Villeroy                          |
| 2018      | Novela Espelho da Vida Estreia em Setembro 2018 |                                   | Pontos de Partida (Antonio Villeroy/Dudu falcão/Max Vianna) Intérprete: Max Vianna |

### Trilhas de Teatro
| Ano  | Espetáculo                  | Autor                                                | Diretor                         | Músicas |
| ---- | --------------------------- | ---------------------------------------------------- | ------------------------------- | --- |
| 1981 | Encontro no Bar             | Braulio Pedroso                                      | Ronald Rade                     | Diversas músicas, com letras de Braulio Pedroso. Trilha dividida com Fernando Corona.                                           |
| 1989 | Histórias e Pré Histórias   | Cacá Sena                                            | Cacá Sena                       | Trilha completa instrumental, composta, arranjada e executada por Antonio Villeroy                                              |
| 1990 | Lovemember                  | Marcos Barreto                                       | Marcos Barreto                  | Trilha completa instrumental, composta, arranjada e executada por Antonio Villeroy                                              |
| 1991 | Fulano                      | Marcos Barreto                                       | Marcos Barreto                  | Trilha completa instrumental, composta, arranjada e executada por Antonio Villeroy                                              |
| 1992 | Circo da Solidão            | Marcio Viana sobre textos de Goethe e Roland Barthes | Marcio Viana                    | Trilha original instrumental, composta, arranjada e executada por Antonio Villeroy                                              |
| 1993 | Sonho de Uma Noite de Verão | Shakespeare                                          | Camilo de Lélis                 | Trilha completa instrumental, composta, arranjada e executada por Antonio Villeroy                                              |
| 2000 | Hilário                     | Jonas Bloch                                          | Paulo Pederneiras e Jonas Bloch | Canções e trilha original instrumental, compostas, arranjadas e executadas por Antonio Villeroy em parceria com Gastão Villeroy |
| 2006 | Cassino Coração             | Frank D. Gilroy                                      | Marcos Barreto                  | Canções e trilha original instrumental, compostas, arranjadas e executadas por Antonio Villeroy em parceria com Gastão Villeroy |
| 2015 | As quatro direções do Céu   | Roland Schimmelpfennig                               | Camilo de Lélis                 | Canções e trilha original instrumental, compostas, arranjadas e executadas por Antonio Villeroy                                 |

| Ano  | Espetáculo  | Autor Coreógrafo                                                                 | Diretor             | Músicas |
| ---- | ----------- | -------------------------------------------------------------------------------- | ------------------- | --- |
| 1993 | Lautrec     | Carlota Albuquerque para Grupo Terpsi                                            | Carlota albuquerque | Parte de trilha com úsicas originais, instrumentais compostas, arranjadas e executadas por Antonio Villeroy.         |
| 1993 | O Balcão    | Adaptação por Eva Schull de peça teatral de Jean Genet para grupo Ânima de Dança | Eva Schull          | Trilha com úsicas originais, instrumentais compostas, arranjadas e executadas por Antonio Villeroy e Ricardo Severo. |
| 1993 | Ser Animal  | Eva Schull e Eduardo Severino para grupo Ânima de Dança                          | Eva Schull          | Trilha original instrumental composta, arranjada e executada por Antonio Villeroy                                    |
| 1993 | O Convidado | Eva Schull para grupo Ânima de Dança                                             | Eva Schull          | Trilha original instrumental composta, arranjada e executada por Antonio Villeroy                                    |
| 1996 | Nill        | Andrea Druck                                                                     | Andrea Druck        | |

| Ano  | Autor                                          | Diretor             | Músicas                                                                                    |
| ---- | ---------------------------------------------- | ------------------- | ------------------------------------------------------------------------------------------ |
| 1991 | Cacá Sena                                      | Cacá Sena           | Trilha original instrumental composta, arranjada e executada por Antonio Villeroy          |
| 1992 | Cacá Sena                                      | Cacá Sena           | Trilha original instrumental composta, arranjada e executada por Antonio Villeroy          |
| 1993 | Carlota Albuquerque para grupo Terpsi de Dança | Carlota Albuquerque | Parte da Trilha original instrumental composta, arranjada e executada por Antonio Villeroy |

## Prêmios e indicações

### Grammy Latino
| Ano  | Categoria                | Indicação                                         | Resultado |
| ---- | ------------------------ | ------------------------------------------------- | --------- |
| 2005 | Melhor Canção Brasileira | São Sebastião (interpretada por Antonio Villeroy) | Indicado  |

| Ano  | Categoria                | Indicação                             | Resultado |
| ---- | ------------------------ | ------------------------------------- | --------- |
| 2007 | Melhor Canção Brasileira | Rosas (interpretada por Ana Carolina) | Indicado  |

### Prêmio da Música Brasileira
| Ano  | Categoria                  | Indicação        | Resultado |
| ---- | -------------------------- | ---------------- | --------- |
| 1991 | Revelação Masculina de MPB | Totonho Villeroy | Venceu    |

### Prêmio Açorianos
| Ano  | Categoria             | Indicação                                                            | Resultado |
| ---- | --------------------- | -------------------------------------------------------------------- | --------- |
| 1991 | Disco                 | Totonho Villeroy                                                     | Venceu    |
| 1991 | Compositor            | Totonho Villeroy                                                     | Indicado  |
| 1995 | Disco                 | Trânsito                                                             | Venceu    |
| 1995 | Espetáculo            | Totonho Villeroy                                                     | Indicado  |
| 1995 | Compositor            | Totonho Villeroy                                                     | Indicado  |
| 1998 | Disco de MPB ou Samba | Juntos (com Bebeto Alves, Gelson Oliveira e Nelson Coelho de Castro) | Venceu    |
| 1999 | Compositor de MPB     | Totonho Villeroy                                                     | Venceu    |
| 2004 | Intérprete de MPB     | Totonho Villeroy                                                     | Indicado  |
| 2004 | Disco do Ano          | Totonho Villeroy & Orquestra de Câmara Theatro São Pedro             | Indicado  |
| 2006 | Melhor DVD            | Sinal dos Tempos (Ao Vivo)                                           | Venceu    |
| 2006 | Compositor de MPB     | Antonio Villeroy                                                     | Indicado  |
| 2006 | Disco de MPB          | Sinal dos Tempos (Ao Vivo)                                           | Indicado  |
| 2014 | Disco do Ano          | Samboleria                                                           | Venceu    |
| 2014 | Espetáculo do Ano     | Samboleria                                                           | Venceu    |
| 2014 | Compositor de MPB     | Antonio Villeroy                                                     | Venceu    |
| 2014 | Álbum de MPB          | Samboleria                                                           | Venceu    |
| 2014 | Intérprete de MPB     | Antonio Villeroy                                                     | Indicado  |
| 2014 | Produtor Musical      | Antonio Villeroy e Berna Ceppas (por Samboleria)                     | Indicado  |

## Artistas Com Quem Compõe em Parceria
Virginie Dell

| País                           | Parceiros |  |
| ------------------------------ | --- |  |
| BRASIL                         | Adriano Trindade, Ana Carolina, Bebeto Alves, Daniela Procopio, Dudu Falcão, Elisa Lucinda, Eugenio Dale, Francis Hime, Gastão Villeroy, Gelson Oliveira, Ivan Lins, Jerônimo Jardim, João Donato, João Nabuco, João Suplicy, Jorge Mautner, Jorge Thadeu, Jorge Vercillo, Magary Lord, Maycon Ananias, Moraes Moreira, Nelson Coelho de Castro, Seu Jorge, Thiago Gentil. |  |
| CAMARÕES                       | Blick Bassy |  |
| COLOMBIA                       | Jorge Villamizar, Mango, Nabalez. |  |
| CUBA                           | Descemer Bueno, Donato Poveda. |  |
| EUA                            | Charlie Midnight, Claudia Brant, Don Grusin, Eve Nelson, Jeffe Frenzel, Jesse Harris, John Legend, Marc Swersky, Marshall Altman, Richard Julian, Rick Neigher. |  |
| ESPANHA                        | Juan De Dios Martin, Pedro Guerra. |  |
| FRANçA                         | Virginie Dell |  |
| ITALIA                         | Antonio Galbiatti, Chiara Civello. |  |
| REPUBLICA DEMOCRÁTICA DO CONGO | Lokua Kanza |  |
| SENEGAL                        | Allune Wade |  |
| VENZUELA                       | Juan Carlos Perez Sotto, Georgina |  |

## Selo Pic Music
Além de seus próprios álbuns, Antonio lançou discos de 4 artistas pelo seu selo, sendo 3 deles dentro da série Cantautor, criada para divulgar os trabalhos de compositores cujas letras tem um papel relevante dentro da canção. Em 2002, em parceria com o produtor Ayrton dos Anjos, lançou o álbum Gaúchos em Sanary, com gravações ao vivo de dezesseis artistas do Rio Grande do Sul que participaram do Festival de Sanary nos anos de 1996, 1998, 1999 e 2.000.
| Ano  | Artista          | Título do Disco   | Série           |
| ---- | ---------------- | ----------------- | --------------- |
| 2002 | Diversos         | Gaúchos Em Sanary | Única           |
| 2008 | Marisa Rotenberg | Boa Hora          | Única           |
| 2010 | Gelson Oliveira  | Tridimensional    | Série Cantautor |
| 2010 | Jesse Harris     | Watching the Sky  | Série Cantautor |
| 2010 | Marcio Faraco    | Um Rio            | Série Cantautor |

## Festival de Música Brasileira na França
Em tourné pela Europa em 1994, Antonio Villeroy conheceu na França o produtor cultural François Mas que se tornou seu grande amigo e organizador dos shows de Antonio na França.  Em 1995 em nova tourné, já organizada por François, ambos têm a ideia de criar um festival de cultura brasileira na cidade de Sanary sur mer, na Côte D'Azur, local de residência do produtor francês. Para tanto, criam a Associação Cultural Sud a Sul.
Em 1996 produzem o primeiro festival em parceria com a Prefeitura das duas cidades Porto Alegre e Sanary. esse festival contou com artistas gaúchos das áreas de música, teatro dança, cinema, artes plásticas, quadrinhos, etc.
A partir de 1998, o festival passa a ter âmbito nacional e dedicado somente a música. O local das apresentações é ampliado e as apresentações realizadas ao ar livre e com entrada franca passam a ter um público médio de 8 mil pessoas por noite. 

### Artistas que já participaram do  Brasil Festival, produzido por Antonio Villeroy em Sanary Sur Mer entre 1996 e 2006
Alberto Oliveira 1996
Alegre Correa Sexteto 1998
Ana Carolina :  2.000
Antenor Bogèa: 2004
Antonio Villeroy: 1996, 1998 e 2004
Banda do Dorinho: 1996
Banda Eva (com Ivete Sangalo) : 1998
Bebeto Alves: 1998
Carlinhos Brown : 1999
Chico César: 2.000
Da Guedes: 2004
Daniela Mercury : 1999 e 2004
É O Tchan! : 1998
Elba Ramalho: 1999
Fernanda Abreu: 1998
Gelson Oliveira: 1996, 1998, 2004
Gilberto Gil : 1998 e 2002
Henri Salvador (convidado especial em 2004)
Ilê Ayê : 2.000
Ivo Meirelles e Funk'n Lata: 2002
Jorge Benjor: 2.000
Lenine: 2004
Leonardo Ribeiro: 1999
Luciana Pestano: 1998 
Mangueira in Lata: 2002
Marcelo D2: 2006
Marcos Sacramento: 2004
Margareth Menezes: 2.000 e 2006
Milton Nascimento: 2004
Nelson Coelho de Castro: 1996
Neto Fagundes: 1996
O Rappa : 1998
Olodum: 2004
Orquestra do Fubá 2006
Pagode Jazz Sardinha's Club: 2004
Papas da Língua: 1996, 1998 e 2006
Paralamas do Sucesso: 1998
Renato Borghetti: 2.000
Skank: 1998
Tribo de Jah: 1998
Trio Mocotó: 2002

## Artistas Que Já Interpretaram Suas Músicas
Atualizando a lista de artistas que gravaram músicas de Antonio Villeroy ao redor do mundo. Entre esses intérpretes, Ana Carolina gravou 33 músicas, boa parte delas que fizemos em parceria. Daniela Procopio gravou 6, Eliana Printes 4, Maria Bethânia e Paula Lima 3, e muitos outros artistas, como Maria Gadú, Preta Gil, Lokua Kanza e João Donato, entre outros gravaram 2.
1.   Abel Pintos (Argentina)
2.   Adriano Trindade
3.   Alegre Correa
4.   Alex Alano
5.   Alix Georges [Haiti]
6.   Alune Wade (França/Senegal)
7.   Anaadi
8.   Ana Carolina
9.   Anthonio
10. Argumento [banda]
11. Arthur de Faria
12. As Damas do Rap
13. Banda Clareou
14. Banda Velcro
15. Barbara Mendes
16. Bebe Kramer
17. Bebeto Alves
18. Bedeu
19.Belchior
20.Belo
21.Bernardo Lobo
22. Bernardo Zubaran
23. Beth Lamas
24. Bom Gosto (Grupo de Pagode)
25. Bruna Pinheiro
26. Carol Saboia
27. Célia
28. Chiara Civello (Italia)
29. Colombo Cruz
30. Coral infantil da Fundação Pão dos Pobres
31. Daniela Procopio
32. Deise Veiga
33. DJ Binho
34. Dolores Solá (Argentina)
35. Don Grusin (EUA)
36. Dona Lee [banda]
37. Dora Vergueiro
38. Dudu Sperb
39. Ednardo
40.Ernesto Fagundes
41.Eliana Printes
42. Eugenio Dale
43.Fael Mondego
44.Francis Hime
45.Fred Reis
46. Gabriel Grossi
47.Gal Costa 
48.Gastão Villeroy
49.Gelson Oliveira
50.Georgina
51.Glau Barros
52.Glaucia Nasser
53.Isa Martins
54. Ivan Lins
55.Ive
56.Izabel Padovani
57.Jesse Harris (EUA)
58.Joana Amendoeira (Portugal)
59.João Donato
60.Joao Nabuco
61.John Legend (EUA)
62.Jorge Vercillo
63.Jorge Thadeu
64.Juliano Barreto
65.Jussara Silveira
66.Karina Zeviani
67.Leco Alves
68.Liah Soares
69.Lokua Kanza (RD Congo)
70.Luan Santana
71.Luciana Mello
72.Luciana Pestano
73.Luiza Possi
74.Luzia
75.Mafalda Minnozzi
76. Magary Lord
77.Marcella Fogaça
78.Marcelo Onofre
79.Marfiza Calixto
80.Maria Bethânia
81.Maria Gadú
82.Marie Minet [Franca]
83.Marina Elali
84.Mario Biondi (Italia)
85.Marisa Rotenberg
86.Marshall Altman [EUA]
87.Mart' nalia
88.Mateus Brunette
89.Matogrosso (grupo)
90.Melissa Azevedo
91.Moska
92.Muni
93.Nalanda
94.Nanda Cavalcante
95. Najeda Redon [Haiti]
96.Nei Lisboa
97.Nelson Coelho de Castro
98. Nico Nicolaiewsky
99.Oiga Tchê (banda)
100.Paola Kirst
101.Paula Lima
102.Paula Santoro
103.Paulinho Pinheiro
104.Pedro Guerra
105.Pedro Lobo
106.Piá
107. Preta Gil
108.Raquel Saraceni
109.Renata Arruda
110.Renato Borghetti
111.Renato Ribas
112.Replicantes
113.Rhubya Sandrini
114.Roberth Gonçalves
115. Rubens Lisboa
116.Sandy e Junior
117. Selma Carvalho
118.Sergio Saraceni
119.Serginho Moah
120.Seu Jorge
121.Shana Muller
122.Tati Portella
123.Tchê Guri
124.Teresa Cristina
125.Tereza Areal
126.Thaeme
127.Toninho Horta
128.Vanessa Longoni
129.Venerável Lama (Banda)
130.Wander Wildner
131.Wanessa Camargo
132. Zizi Possi